# 34026 Valpagliarino
34026 Valpagliarino este o planetă minoră (asteroid), cu un diametru de 3,201 km, din centura de asteroizi. A fost descoperită pe 23 iulie 2000 la Experimental Test Site⁠(d) de Lincoln Near-Earth Asteroid Research. 
Obiectul prezintă o orbită caracterizată de o semiaxă mare de 2,3989739 UAi, o excentricitate de 0,2, o înclinație de 2,69188 ° în raport cu ecliptica.